# Thecophora melanopa
Thecophora melanopa är en tvåvingeart som beskrevs av Camillo Rondani 1857. Thecophora melanopa ingår i släktet Thecophora och familjen stekelflugor. Inga underarter finns listade i Catalogue of Life.